# Hugo Caprera
Hugo Caprera (Santa Fe, provincia de Santa Fe, Argentina, 25 de diciembre de 1925 - Buenos Aires, Argentina, 5 de septiembre de 2002), cuyo nombre completo era Hugo Caprera Della Rosa, fue un actor de cine, teatro y televisión.

## Carrera artística
Era el cuarto hijo –y el único nacido en Argentina- de una familia de origen italiano que había emigrado a Santa Fe pero que en razón de que su padre trabajaba en el ferrocarril cambió varias veces de residencia. Mientras vivían en Tucumán, Hugo Caprera superó su reconocida timidez  y se ofreció para cantar en unos pequeños tablados donde los artistas ambulantes preparaban una especie de varieté, y fue así que ganó su primer dinero con el arte.
Ya residiendo con su familia en Buenos Aires dio una prueba en la iglesia Regina Martirum, donde llegó luego de leer un aviso, y con Cuando llora la milonga fue aceptado en la compañía García-León Perales. Después, ya con 12 años, ingresó en el coro infantil del Teatro Colón, al que recién dejó al cambiar la voz.
En 1945 comenzó a actuar en el Instituto de Arte Moderno debutando en Nuestro pueblo, de Thornton Wilder y a partir de allí trabaj+o en teatro, cine y televisión.
En cine, donde sus papeles fueron siempre de apoyo, apareció de adolescente en los filmes La ley que olvidaron  (1938) y en Adolescencia (1942) y, ya de grande, en otras películas entre las que se destacan Fin de fiesta (1959), Los de la mesa 10 (1960), La mano en la trampa (1961) y Mujer-Mujer (1987), su última película.
Tuvo bastante actividad en programas de televisión, en comedias tales como Yo soy porteño, Historias de nosédonde (1971), comedia costumbrista con libretos de Gius y actuación de Luis Landriscina, Raúl Lavié, Catalina Speroni, Juana Hidalgo e Hilda Suárez,Matrimonios y algo más, donde interpretaba con Elsa Daniel el sketch de Los gladiolos, en policiales como El pulpo negro (1985), con la intervención del maestro del misterio Narciso Ibáñez Menta, y en teleteatros como "Historia de jóvenes", Celeste (1991) y Muchacha italiana viene a casarse (1969)
En teatro, en 1973, actuó en la obra Hogar, acompañando a Jorge Petraglia, Hilda Suárez y Nelly Tesolín. Al año siguiente participó del gran éxito de la puesta en escena de Orquesta de señoritas de Jean Anouilh, estrenada el 22 de enero de 1974 en los Altos de San Telmo. En esta versión, en la cual todos los papeles femeninos eran interpretados por hombres, intervenían además Alberto Busaid, Santiago Doria, Alberto Fernández de Rosa, Zelmar Gueñol, Carlos Marchi y Esteban Peláez y estuvo en cartel ocho años, dos de ellos en España. Caprera hacía, con un lucimiento inusual, el papel de la directora de la orquesta. 
Siguió trabajando esporádicamente en ese medio y su última aparición fue en la temporada 1997 del Teatro General San Martín, en Trilogía del veraneo.

## Filmografía
Actor
- Mujer-Mujer   (1987) (Episodio El engaño)
- Los tigres de la memoria   (1984)
- La aventura de los paraguas asesinos   (1979)
- La aventura explosiva   (1976)
- Las venganzas de Beto Sánchez   (1973)
- Este loco... loco Buenos Aires   (1973)
- El mundo que inventamos   (1973)
- Autocine mon amour   (1972)
- Me enamoré sin darme cuenta   (1972)
- Estoy hecho un demonio   (1972)
- Juan Manuel de Rosas   (1972)
- Juguemos en el mundo   (1971)
- El mundo es de los jóvenes   (1970)
- Los taitas    (mediometraje) (1968)
- La mano en la trampa   (1961)
- Quinto año nacional   (1961)
- Los hampones   (1961) (producida en 1951)
- Libertad bajo palabra   (1961) …Oficial de justicia
- Los de la mesa 10   (1960)
- Fin de fiesta   (1959)
- Adolescencia   (1942)
- La ley que olvidaron   (1938)

## Televisión
- Celeste    (serie) 
  - Episodio #1.1 (1991) … Ulises Agamenón Pérez
- El pulpo negro (1985)   (miniserie) …jefe de Heredia
- Historia de un trepador  (1984)     (serie)
- Aquí llegan los Manfredi (1980-1982) Vicente[4]
- El solitario    (miniserie) (1980)   … Hermano Dominique
- Alta comedia    (serie) 
  - Memorias de una mala mujer (1973) … Mr. Durby
- El exterminador (1972)   (miniserie) … Van Holden
- Politikabaret (1971)
- Muchacha italiana viene a casarse (1969)
- Los vecinos (1966)   (televisión)
- Yo soy porteño  (1963)  (serie)

## Obras teatrales
- Avaro
- Trilogía del veraneo
- Morgan
- Macbeth
- Yvonne, princesa de Borgoña
- El círculo de tiza caucasiano
- Historias del zoo
- Las brujas de Salem
- Verano y humo
- Divinas palabras